# Tetipac
Tetipac è un comune del Messico, situato nello stato di Guerrero.